# Larry Jon Wilson
Larry Jon Wilson, född 7 oktober 1940 i Swainsboro, Georgia, död 21 juni 2010 i Roanoke, Virginia, var en amerikansk trubadur med influenser från akustisk blues, country och soul. 
Diskografi:
- New Beginnings (1975)
- Let Me Sing My Song To You (1976)
- Loose Change (1977)
- The Sojourner (1979)
- Larry Jon Wilson (2008)

Wilson dog i sviterna av en stroke 21 juni 2010, vid 69 års ålder.

## Fotnoter
1. 1 2  SNAC, SNAC Ark-ID: w6f26ngz, läs online, läst: 9 oktober 2017.[källa från Wikidata]
2. ↑  läs online, blogs.tennessean.com  .[källa från Wikidata]